# Chapelle Saint-Nicolas de Gourin
Pour les articles homonymes, voir Chapelle Saint-Nicolas.
La chapelle Saint-Nicolas, du XVe siècle, est située  au lieu-dit « Saint-Nicolas », sur la commune de Gourin dans le Morbihan.

## Historique
La chapelle Saint-Nicolas fait l’objet d’une inscription au titre des monuments historiques depuis le 24 avril 1925.